# Antonio Ortiz Gacto
Antonio Ortiz Gacto (Córdoba, 3 december 1941 – Aguadulce, 30 april 2011) was een Spaanse kunstenaar uit Almería in Andalusië, Spanje. Hij is bekend geworden als architect en kunstenaar (kunstschilder en tekenaar).

## Biografie
Als architect ontwierp Ortiz Gacto vele huizen en gebouwen in de provincie Almeria. Zijn stijl wordt gekenmerkt door dynamische, mediterrane en vooral warme, menselijke structuren. Lokale bekendheid verwierf hij vooral door zijn futuristische ontwerp van de kerk van Aguadulce (1981) (“Iglesia de Aguadulce”).
Als kunstenaar was hij vooral bekend bij de lokale kunst-elite, maar niet bij het grote publiek. In zijn vroege jaren hield hij enkele exposities in Almería. In zijn latere jaren als kunstenaar leefde hij een teruggetrokken bestaan in zijn eigen atelier. De schilderijen van Ortiz Gacto worden gekenmerkt door explosieve kleuren, zijn tekeningen door eenvoudige penseelstreken. Zijn hele oeuvre bestaat uit bijna 1000 schilderijen en tekeningen. 
Ortiz Gacto overleed op 69-jarige leeftijd in zijn eigen huis “Casa Ortiz”. Zijn uitvaartdienst werd gehouden in zijn eigen kerk “Iglesia Aguadulce”.

## Stichting
In 2016 werd een stichting opgericht tot behoud van zijn werk. De stichting wil zijn werk restaureren en tentoonstellen voor het publiek.